# 山下町第二団地
山下町第二団地（やましたまちだいにだんち）は、かつて神奈川県横浜市中区に立地した日本住宅公団の造成した公団住宅である。

## 概要
1957年（昭和32年）に竣工した当団地は、市街地住宅と団地住宅という2つの形式が組み合わされているという、当時としては画期的な配置となっている。2009年（平成21年）現在は除却され、建て替え工事が行われている。

## 基本データ（建て替え前）
- 竣工 - 1957年（昭和32年）
- 構成 - 2棟から構成、全61戸
- 所在 - 神奈川県横浜市中区山下町

## 住棟構成（建て替え前）
- 市街地住宅
- 中層フラット棟 - 1棟（5階建て、L字型）

## 交通
- 元町・中華街駅（横浜高速鉄道みなとみらい線）